# Conzattia
Conzattia es un género de plantas con flores  perteneciente a la familia Fabaceae. Comprende 4 especies descritas y de estas, solo 3 aceptadas.

## Taxonomía
El género fue descrito por Joseph Nelson Rose y publicado en Contributions from the United States National Herbarium 12(9): 407. 1909.

## Especies aceptadas
A continuación se brinda un listado de las especies del género Conzattia aceptadas hasta julio de 2014, ordenadas alfabéticamente. Para cada una se indica el nombre binomial seguido del autor, abreviado según las convenciones y usos. 
- Conzattia chiapensis Miranda
- Conzattia multiflora (Robinson) Standl.
- Conzattia sericea